# カウティリヤ
カウティリヤ（サンスクリット語 कौतिल्य Kautilya, Kauṭaliya ：紀元前350年 - 紀元前283年）は、古代インドの宰相であり軍師であった人物。名前はチャーナキヤ（サンスクリット語 चाणक्य Cāṇakya）、あるいはヴィシュヌグプタ（サンスクリット語 विष्णुगुप्तn  Viṣṇugupta）とも。マガダ国マウリヤ朝はインド最初の本格的な統一王朝であり、その初代チャンドラグプタ王（紀元前340年 - 紀元前293年）による建国の礎となったと伝わる。『実利論』（アルタシャーストラ、サンスクリット: अर्थशास्त्र）の中でも代表的な「カウティリヤ実利論」を著したとされる。チャンドラグプタを援けてナンダ朝を倒した権謀術数家として知られ、近現代には「インドのマキャヴェリ」と評されている。

## 人物
カウティリヤはバラモンであり、紀元前324年頃のインド北西部におけるチャンドラグプタの挙兵に大きく関わったとされる。補佐を受けたチャンドラグプタはガンジス川中流域へと侵攻してナンダ朝の首都パータリプトラを占領し、国王ダナナンダを殺害してナンダ朝を滅ぼすと、マウリヤ朝を建国した。カウティリヤは王朝草創期において引き続き政治顧問の役割を果たし、事実上の宰相となっていた。また、タキシラにあった大学の教官でもあった。チャンドラグプタの死後も、その息子で後継者のビンドゥサーラ王のもと、引き続き補佐を行っていたとされる。
カウティリヤの残したと伝わる「実利論」はサンスクリット語で書かれた冷徹な政治論であり、マックス・ヴェーバーは「マキアヴェッリの『君主論』などたわいのないものである」と評している。この「実利論」は同時に、当時のマウリヤ朝やインド社会を知るための貴重な資料ともなっている。

## 主な著作
著作の翻訳、発行年順。
- Shama Sastri, R. (Rudrapatna) 、 Kauṭalya『實利論』中野義照（訳）、生活社、1944年。NCID BN08982628。
- カウティリヤ『実利論』（上・下）、上村勝彦（訳）、原實（解説）、〈岩波文庫〉、1984年。復刊1998年・2013年。NDLJP:11928788・NDLJP:11928447

洋書
- Kauṭalya ; Kangle, R. P. A critical edition with a glossary.（英語） (2nd ed). University of Bombay (University of Bombay studies : Sanskrit, Prakrit and Pali no. 1 . The Kauṭilīya Arthaśāstra ; pt. 1), 1969. NCID BA40761549
- Kauṭalya ; Kangle, R. P. An English translation with critical and explanatory notes (2nd ed). University of Bombay (University of Bombay studies : Sanskrit, Prakrit and Pali no. 2, The Kauṭilīya Arthaśāstra ; pt. 2), 1972. NCID BA40763919
  - Kauṭalya ; Kangle, R. P. The Kauṭilīya Arthaśāstra.（英語） Motilal Banarsidass, 1986. ISBN 8120800427, 8120800397, 8120800400, 8120800419, NCID BA01477942.
- Scharfe, Hartmut ; Kauṭalya. Investigations in Kauṭalya's manual of political science.（英語） (2nd, rev. ed. of "Untersuchungen zur Staatsrechtslehre des Kauṭalya" （ドイツ語）.) Harrassowitz, 1993. ISBN 3447033304, NCID BA24166770.

## 関連資料
本文の典拠以外の資料、発行順。
- 中村 元「第4章　国家統一と諸宗教の変動」『インド思想史』岩波書店〈岩波全書〉、1956年。国立国会図書館内公開。
  - 「§1 マウリヤ王朝による全インドの統一」64頁- (コマ番号0041.jp2)。
  - 「§2 カウティリヤの国家主義」66頁- (コマ番号0042.jp2)。

- 野田福雄「1 カウティリヤ政治学研究序説 = 1 An Introduction to the Study of Kautilya's Arthastra」『東京学芸大学研究報告』第13巻第3号、東京学芸大学、1962年、1頁- (コマ番号0003.jp2-)、doi:10.11501/11208606。国立国会図書館/図書館送信参加館内公開。

- 中村元「第三章　政治理想―国家統一から国家を超えたものへ― §第一節　カウティリヤの政治理想」『インド古代史 上』、春秋社〈中村元選集：第5巻〉、1963年、535頁-(コマ番号0278.jp2-)、doi:10.11501/2967221、国立国会図書館内公開。

- 白井駿「カウティリヤの法律思想と刑法学」『国学院法政論叢』第19巻第19号、国学院大学大学院、1998年3月、1-25 (コマ番号0003.jp2-)。国立国会図書館/図書館送信参加館内公開。掲載誌別題『Kokugakuin annual review of law and politics』。

- 村上昌孝『Kautiliya Arthasastra成立過程の研究』京都大学、博士論文甲第7598号、1999年、3-68頁。doi:10.11501/3149282、国立国会図書館/図書館送信参加館内公開。
  - 「1 KAŚの著者と伝承される人物の問題」
  - 「3 Kauţilya非作者説をめぐって」
- 笠井亮平『インドの最強の戦略書「実利論」』文春新書、2025年。ISBN 978-4-16-661485-1